# Van Brakelhofje
Het Van Brakelhofje is een hofje aan de Veerpoortstraat in Doesburg in de Nederlandse provincie Gelderland.
Achter in dit hofje stond het woonhuis van jonkheer Willem de Vaynes van Brakell (1763 – 1843). Hij behoedde de stad op 23 november 1813 voor plundering door de Fransen.